# کینگستون (شهرستان مدیسون، آرکانزاس)
کینگستون (به انگلیسی: Kingston) یک منطقهٔ مسکونی در ایالات متحده آمریکا است که در شهرستان مدیسون، آرکانزاس واقع شده‌است. کینگستون ۴۱۶٫۰۶ متر بالاتر از سطح دریا واقع شده‌است.